# Jean-Baptiste Languet de Gergy
Jean-Baptiste Languet de Gergy ou Jean-Baptiste-Joseph Languet de Gergy (6 juin 1675-11 octobre 1750) est le curé de l'église Saint-Sulpice à Paris de 1714 à 1748. Il a contribué à la poursuite des travaux de construction de l'église.
Il est le frère de Jean-Joseph Languet de Gergy, archevêque de Sens et de Jacques-Vincent Languet de Gergy, ambassadeur de France à Venise.

## Biographie

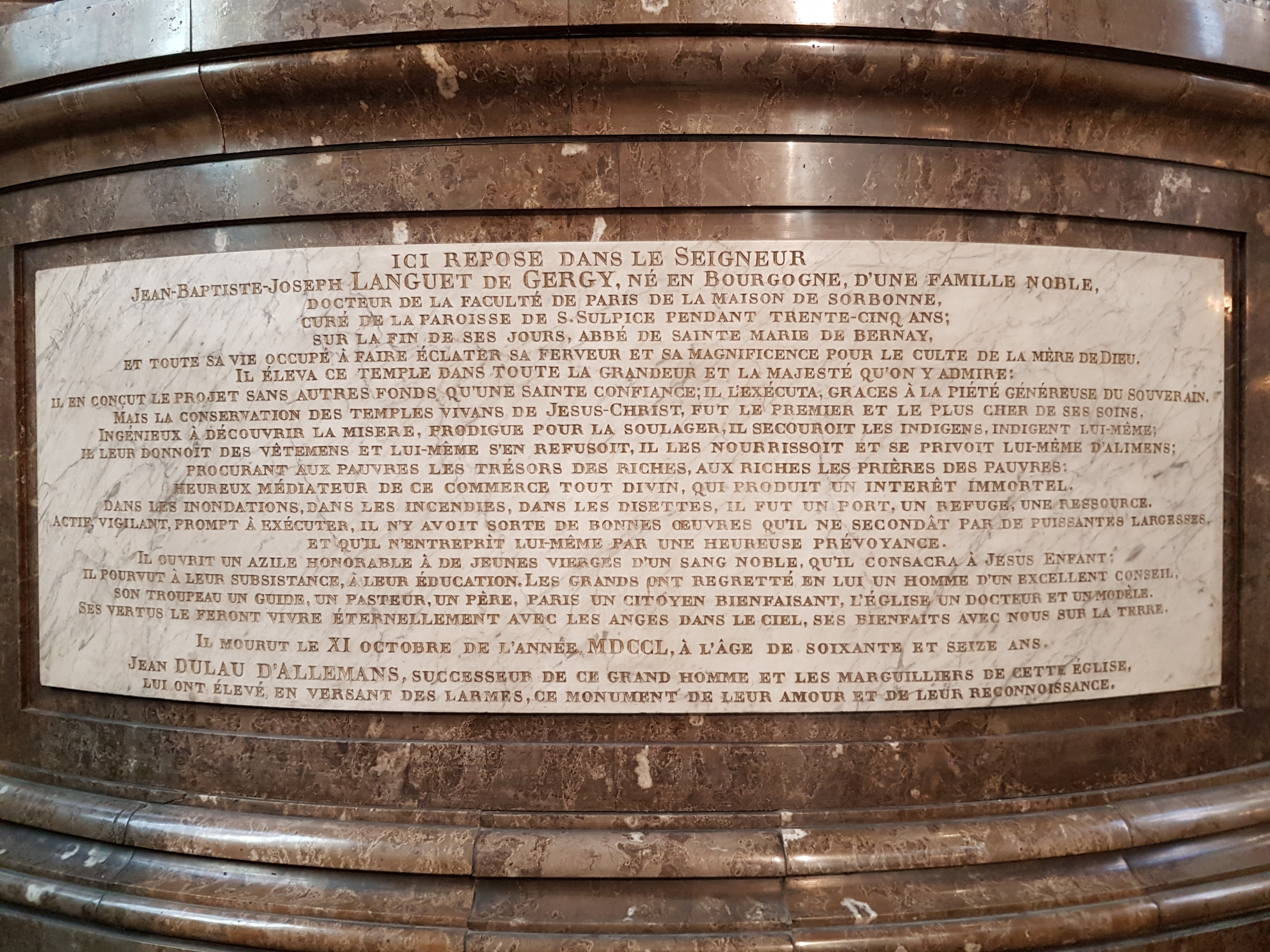
Vie de Languet de Gergy, inscrite au pied du monument qui lui est consacré dans l'église Saint-Sulpice.

Né en Bourgogne, Jean-Baptiste Languet de Gergy devient docteur de la Sorbonne, puis curé de la paroisse de Saint-Sulpice Dès 1718, Languet de Gergy trouve de nouveaux financements qui permettent de relancer la construction de l'église Saint-Sulpice. Il mobilise également les courants hostiles au jansénisme et des personnalités en vue, faisant progresser le chantier tout au long de sa présence : en 1745, l'achèvement de l'intérieur de l'église permet d'organiser une cérémonie solennelle de consécration. Il entreprend la construction du gnomon de Saint-Sulpice, : souhaitant à l'origine établir le temps idéal pour faire sonner les cloches au moment le plus opportun de la journée, il commande sa construction à l'horloger anglais Henry de Sully. 

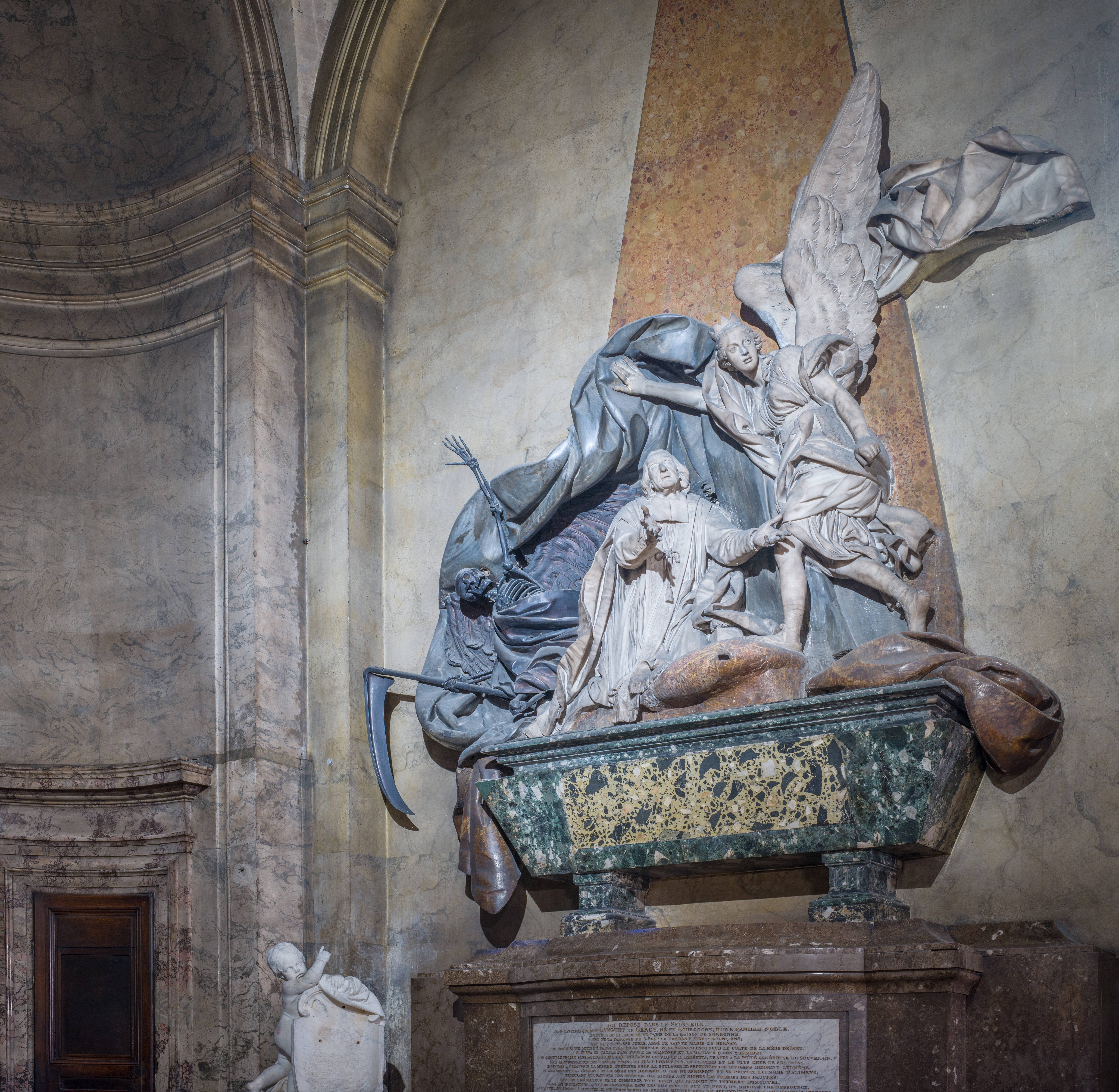
Le monument à Jean-Baptiste Languet de Gergy.

Ardent moraliste, Languet est célèbre pour avoir refusé les sacrements à Marie Louise Élisabeth d'Orléans, duchesse de Berry, fille aînée de Philippe II, duc d'Orléans. À la fin du mois de mars 1719, la jeune veuve tombe gravement « malade » et s'enferme dans une petite chambre de son palais du Luxembourg. En réalité, la fille aînée du Régent arrive au terme d'une énième grossesse clandestine. Plongée dans les affres d'un accouchement très laborieux, mal préparé par ses excès d'alcôve et de table, elle paraît proche de la mort. Languet, appelé pour lui administrer les sacrements et profondément choqué par cette nouvelle incartade de la princesse royale, refuse de lui donner l'Extrême-onction à moins qu'elle ne se sépare de son favori, le comte de Riom, lieutenant de sa garde, et de sa dame d'atours, Mme de Mouchy, avec lesquels elle forme un triangle amoureux Le Régent essaye d'intervenir au nom de sa fille souffrante, mais le curé ne cède pas. Enfin, la duchesse de Berry accouche, ce qui met fin à la crise, mais pas au scandale provoqué par le refus de Languet de fermer les yeux sur cette honteuse maternité,.
Sur la fin de sa vie, Languet de Gergy est abbé de Notre-Dame de Bernay. Il meurt le 11 octobre 1750.